# Mareanivka, Hmilnîk
Mareanivka (în ucraineană Мар`янівка) este localitatea de reședință a comunei Mareanivka din raionul Hmilnîk, regiunea Vinnița, Ucraina.

## Demografie
Componența lingvistică a localității Mareanivka
     Ucraineană (98,98%)
     Rusă (1,02%)
Conform recensământului din 2001, majoritatea populației localității Mareanivka era vorbitoare de ucraineană (98,98%), existând în minoritate și vorbitori de rusă (1,02%).